# Danny Kalb
Danny Kalb (ur. jako Daniel Ira Kalb 9 września 1942 w Brooklynie, zm. 19 listopada 2022 tamże) – amerykański gitarzysta, najbardziej znany jako członek założyciel zespołu The Blues Project.

## Życiorys i kariera muzyczna
Daniel Ira Kalb urodził się 9 września 1942 roku w Brooklynie, a dorastał w Mount Vernon. Jego ojciec, Fred, był prawnikiem, a matka, Gertrude, zajmowała się domem. Mając 13 lat zaczął grać na gitarze. Będąc studentem Uniwersytetu Wisconsin występował w kawiarniach. W okresie studiów spotkał Boba Dylana, wędrownego piosenkarza folkowego W 1961 roku wystąpił z nim na koncercie folkowym w Riverside Church. W kolejnych latach grał z takimi muzykami jak: Dave Van Ronk, Pete Seeger, Judy Collins, Jimmy Witherspoon i innymi.
W 1964 roku uczestniczył po raz pierwszy w festiwalu Newport Folk Festival w Newport. Usłyszał wówczas Johna Lee Hookera wykonującego utwór „Tupelo”, którego tematem była powódź w Tupelo w stanie Mississippi w 1920 roku. Jak wspominał po latach, był to przełomowy i kluczowy moment dla ukształtowania jego drogi życiowej. W tym samym roku akompaniował Philowi Ochsowi nagrywającemu swój debiutancki album, All the News That’s Fit to Sing. Założył Danny Kalb Quartet z Artiem Traumem na gitarze rytmicznej, Andym Kulbergiem na basie i Royem Blumenfeldem na perkusji. Zespół ten w 1965 roku przekształcił się w The Blues Project po tym, jak Steve Katz zastąpił Trauma, a Tommy Flanders został głównym wokalistą. Do zespołu po przesłuchaniu w Columbia Records dołączył Al Kooper. The Blues Project był czasami żartobliwie nazywany Jews Project, ponieważ czterej jego członkowie: Kalb, Kooper, Katz i Blumenfeld byli Amerykanami żydowskiego pochodzenia. Pierwszy album zespołu, Live at the Café Au Go Go, sprzedany został w ponad 100 000 egzemplarzy w roku jego wydania. Zespół zagrał w San Francisco oraz na trzech dużych koncertach w Central Park w Nowym Jorku w 1966 roku. W tym samym roku oraz w następnym koncertował w Ameryce Północnej. W czerwcu 1967 roku wystąpił na Monterey International Pop Festival i wkrótce potem rozpadł się. Kooper i Katz założyli Blood, Sweat and Tears, podczas gdy Kulberg i Blumenfeld nagrali, jeszcze jako Blues Project, album Planned Obsolescence, po czym zmienili nazwę zespołu na Seatrain. w 1969 roku Kalb wspólnie ze Stefanem Grossmanem nagrał album Crosscurrents.
The Blues Project działalność wznawiał w latach 70., w różnych składach. W 1971 roku do zespołu (w składzie z Kalbem) dołączył Blumenfeld, aby nagrać album Lazarus, a w 1972 powrócił Flanders aby zarejestrować album, zatytułowany nazwą zespołu.
Po tym jak Blues Project zakończył swoją działalność około 1972 roku, Kalb rozpoczął karierę jako artysta solowy. Występując na żywo zwykle wykonywał niektóre z utworów Blues Project. Przeważnie działał z trio, w skład którego wchodzili perkusista Mark Ambrosino i basista Bob Jones. Nagrał szereg albumów: Livin' with the Blues (1990), All Together, Now (2003), Live in Brooklyn! (2006) i I'm Gonna Live the Life I Sing About (2009). W 2012 roku Kalb, Katz i Blumenfeld wraz z dodatkowymi muzykami koncertowali jako The Blues Project.
Danny Kalb zmarł 19 listopada 2022 roku w Brooklynie po długiej chorobie.